# 51-ша окрема механізована бригада (Україна)
51-ша окре́ма гвардійська Перекопсько-Харківська Празько-Волинська ордена Леніна двічі ордена Червоного прапора ордена Суворова і Кутузова механізована бригада (51 ОМБр, в/ч А2331, пп В3938) — військове з'єднання механізованих військ України, що існувало у 1992—2014 роках. За організаційно-штатною структурою бригада входила до складу 13-го армійського корпусу Сухопутних військ України.
З'єднання було створене з 51-ї гвардійської мотострілецької дивізії СРСР. 2002 року з'єднання з дивізії було переформоване на бригаду.
2014 року бригада брала участь у війні на Донбасі. Підрозділи бригади брали участь у найбільш запеклих боях війни — боях на кордоні, за Савур-Могилу, боях за Іловайськ. Завдяки артилеристам та бійцям бригади у боях під Іловайськом було розбито дві колони російських військ, взято в полон 13 військовослужбовців Збройних сил РФ.
1 грудня 2014 року бригаду розформували, а за місцем її дислокації створено нову — 14-ту окрему механізовану бригаду.

## Історія
19 січня 1992 року особовий склад 51-ї гвардійської мотострілецької дивізії СРСР склав присягу на вірність українському народові. Дивізія була реорганізована у 51-шу механізовану дивізію.
У вересні 1999 року в рамках заходів, присвячених 800-літтю Волинсько-Галицького князівства та з нагоди 60-річчя з дня створення, дивізія одержала з рук Президента України, Верховного Головнокомандувача Збройних Сил України Леоніда Кучми Бойовий Прапор та почесне найменування «Волинська».
У ході реалізації Державної програми розбудови і реформування Збройних Сил України у 2002 році 51-шу дивізію було реформовано в 51-шу окрему механізовану бригаду з залишенням їй усіх нагород та почесних найменувань.

### Війна на сході України
Війну на сході України бригада зустріла у статусі кадрованої — вона мала всього близько 500 кадрових військових-контрактників проти 800—1000 контрактників у звичайних частинах. До повного складу у 4500 бійців мала нарощуватися за рахунок мобілізованих.
8 квітня 2014 року розпочалася мобілізація і з 521 військовослужбовця за контрактом бригада набирає 5386 чоловік. За три дні бригада була набрана до штату воєнного часу і 12 квітня 2014 року передислокована у повному складі на Рівненський учбовий центр.
Приблизно о 6:00 ранку 22 травня 2014 року між Великоанадолем (Ольгінка) і Володимирівкою поблизу міста Волноваха Донецької області стався напад групи бойовиків так званої «ДНР» на табір військовослужбовців 51-ї механізованої бригади. За словами очевидців, бойовики приїхали на інкасаторських авто «Приватбанку», і відкрили вогонь з гранатометів та кулеметів. З особового складу бригади було близько 30 чоловік, 3 БТР або БМП. Під час обстрілу один із зарядів влучив у бойову машину, яка перебувала на блокпосту, що спричинило вибух боєкомплекту. Внаслідок бою загинуло 17 військових, включно з командиром батальйону майором Леонідом Полінкевичем, 18 поранено. Всього до місцевої лікарні було доправлено з вогнепальними пораненнями 31 людину.
Після бою під Волновахою командира бригади полковника Володимира Яцкова було усунуто від командування, а саму бригаду вивели на злагодження на полігон Широкий Лан. Проте 300 чоловік висловили бажання залишитися в зоні АТО — під Маріуполем ці сили провели три тижні, а в кінці червня вони були передислоковані в Докучаєвськ. Звідти частину особового складу перекинули в Амвросіївку, де тоді вела бої 72-га бригада, а частину батальйонно-тактичної групи на чолі з підполковником Миколою Капіносом відправили в район села Григорівка на кордоні з РФ. Росіяни щоночі здійснювали маневри силами порядка 50 машин, імітуючи атаки, проте кордон тоді не перетинали. Кожен день протягом двох тижнів там велися артилерійські обстріли — мінометна батарея тактичної групи, маючи хороші замасковані позиції на висоті, била по силам проросійських формувань, і практично не мала втрат.
14 липня 2014-го під час переміщення в колоні поблизу села Черемшине вночі відбувся бій. Бригада почала відхід із Черемшиного, проросійські сили уразили пострілом ПТРК САУ 2С1.
25 липня 2014 року 40 військовослужбовців 51-ї бригади і декілька військовослужбовців з 72 ОМБр з угрупування Збройних сил України, що утримувало позиції біля Червонопартизанська, після 10 днів у оточенні і під обстрілами, були змушені скласти зброю і перейти українсько-російський кордон, таким чином потрапивши у полон. Кілька бійців з угрупування здаватись відмовилися і прорвалися до позицій ЗСУ.
2 серпня у Запоріжжі суд відпустив під особисті зобов'язання всіх військовослужбовців 51-ї окремої механізованої бригади, яких підозрюють у дезертирстві (вимушено відступили під обстрілом на територію РФ).

24 серпня 2014 року на український блокпост в Оленівці, що під Донецьком, почали наступ значні сили проросійських збройних угруповань: танковий підрозділ батальйону «Оплот» у складі щонайменше 5 танків, і піхота батальйону «Кальміус». Зі спогадів Миколи Тишика, танкіста 51-ї бригади, наступ почався з артилерійського обстрілу, хоча й неточного, о 4 ранку. Зі спогадів танкістів Оплоту, що брали участь у тому нападі, вони у 6:23 ранку зайняли селище Луганське і далі висунулись на Оленівку, на блокпост Сигнальний. Згідно їх слів, головний танк у колоні ще до бою виявив несправність гармати — гідростопор, — він вийшов зі строю і пішов у поле лагодити неполадку. Інші ж танки почали обстріл українського блокпосту, намагаючись вразити можливі позиції, техніку і вогневі точки українців. За словами Миколи Тишика, це була майже 8 ранку, вони зарядили бронебійний снаряд у гармату танку ще коли почули гуркіт танкових двигунів у тумані, і чекали у зеленці. Коли з туману вийшов танк Т-64БВ проросійських сил, його гармата була повернута в сторону Донецька, що спочатку спантеличило українських танкістів. Проте коли він почав розворот башти, український танк за наказом Миколи Тишика зробив постріл, яким одразу його підбив, влучивши в башту в місце командира. Підбитий танк спалахнув вогнем, і невдовзі вибухнув — його втрата спричинила панічні настрої серед танкістів Оплоту.
Один з їх танків все ж поцілив український танк осколковим снарядом у башту, чим розбив йому триплекси, вивів з ладу стабілізатор гармати, а на башті почалась незначна пожежа, яку невдовзі Микола з екіпажем загасили. Проте інші два танки Т-72 Оплоту почали неорганізований відступ, під час якого один передом, а інший задом впали у канаву. Їх танкісти евакуювалися і втекли. Четвертий танк вийшов з бою, забравши пораненого мехвода. В результаті бою українська сторона втратила підбитими БМП-2 і МТ-ЛБ. Проросійські сили втратили танк Т-64БВ згорілим, і два Т-72 покинутими: перший мав модель Т-72Б зр. 1989, бортовий № 38, і був затоплений повністю, його не змогли витягти українські військовики. Другий Т-72Б, бортовий № 37, був узятий трофеєм, і його передали батальйону міліції «Дніпро-1».

### Розформування
22 вересня Президент Петро Порошенко повідомив, що 51-шу бригаду Збройних сил України буде розформовано, а на її місці буде створена нова механізована бригада.
8 жовтня Петро Порошенко на зустрічі з бійцями та командирами 51 ОМБр анонсував створення 14-ї механізованої бригади, — на базі підрозділів 51-ї бригади, які зарекомендували себе як героїчні під час АТО:

| Ті підрозділи, які героїчно себе проявили, не мають бути розформовані. Вони мають у повному складі зі збереженням своїх традицій стати основою нової бригади. |
| — Петро Порошенко, 8 жовтня 2014. |

 Серед таких президент назвав розвідників, які одними з перших взяли під контроль Савур-Могилу; протитанковий артилерійський підрозділ бригади, який знищив чимало бронетехніки противника; ремонтний підрозділ бригади, який під обстрілами виконував свої обов'язки; танковий підрозділ, який атакував ворога, щоб забезпечити виведення українських військ з-під Іловайська.
1 грудня 2014 року бригаду розформували, а за місцем її дислокації створили нову: 14-ту окрему механізовану бригаду.

## Структура

### 2002
- управління (штаб)
- 50-й окремий танковий батальйон
- 44-й механізований полк
- 47-й механізований полк
- 170-й танковий полк
- 11-й інженерний батальйон
- 21-й окремий розвідувальний батальйон
- 43-й артилерійський полк
- 59-й зенітно-ракетний полк
- 25-й окремий батальйон зв'язку
- 309-й окремий батальйон технічного забезпечення
- 24-й польовий навчальний полігон
- 84-й окремий ремонтно-відновлювальний батальйон

### 2014
- 1-й механізований батальйон[12]
- 2-й механізований батальйон[12]
- 3-й механізований батальйон[12]
- Самохідно артилерійський дивізіон (2С1 «Гвоздика»)[12]

## Оснащення
- 2С1 «Гвоздика»[12]

## Командування
- ???—2009: полковник Кравченко Володимир Анатолійович
- 10.2009—10.2012: підполковник Залужний Валерій Федорович[13]
- 10.2012—05.2014: полковник Яцків Володимир Васильович
- 05.2014—08.2014†: в.о. полковник Півоваренко Павло Васильович,[14] загинув 29 серпня 2014 року в бою під Іловайськом.

## Втрати
- 22 травня 2014
  - майор Полінкевич Леонід Олександрович
  - лейтенант Овчарук Володимир Борисович
  - старший сержант Артемук Олександр Іванович
  - старший солдат Біда Євгеній Миколайович
  - солдат Бондарук Микола Петрович
  - солдат Грицюк Михайло Михайлович
  - солдат Зарадюк Володимир Володимирович
  - солдат Йовзик Дмитро Васильович
  - солдат Ліщук Віталій Леонідович
  - солдат Маринич Віталій Петрович
  - солдат Махновець Віталій Іванович
  - солдат Нечипорук Андрій Дмитрович
  - солдат Озеранчук Леонід Вікторович
  - солдат Попов Павло Володимирович
  - солдат Прокопчук Володимир Іванович
  - солдат Шкрібляк Дмитро Олександрович
- 23 травня 2014 — старший солдат Кузьмін Любомир Ігорович
- 17 червня 2014
  - молодший сержант Крохмаль Володимир Антонович
  - солдат Ващеня Іван Петрович
- 28 червня 2014 — старший солдат Упоров Ігор Романович
- 1 липня 2014 — солдат Гринюк Володимир Володимирович
- 14 липня
  - молодший сержант Юрій Трохимук
  - солдат Олександр Абрамчук
  - солдат Ігор Кантор
  - солдат Юрій Трохимук
- 23 липня - підполковник Василь Спасьонов
- 25 липня — солдат Григорій Савчук
- 1 серпня 2014
  - капітан Андрій Задорожний
  - сержант Руслан Калуш
  - молодший сержант Андрій Курочка
  - старший солдат Сергій Дармофал,
  - старший солдат Михайло Котельчук
  - старший солдат Сергій Кушнір
  - солдат Власюк Роман Васильович
- 6 серпня 2014
  - солдат Трохимчук Іван Васильович
  - солдат Іван Сирватка
- 7 серпня — старший лейтенант Валентин Прихід
- 17 серпня 2014 — солдат Дмитро Герасимик
- 21 серпня 2014
  - солдат Приходько Володимир Володимирович
  - Сергій Приймак
- 25 серпня
  - Олександр Лобжин
  - Ігор Пугач
  - Валерій Янчук
- 27 серпня — солдат Сергій Курука.
- 28 серпня 2014 — солдат Лавренчук Юрій Васильович
- 29 серпня 2014:
  - Іван Джадан (40-й батальйон)
  - Ігор Долгов (40-й батальйон)
  - Костянтин Нечепуренко (40-й батальйон)
  - Сергій Конопацький (40-й батальйон)
  - Василь Зелінський
  - Віталій Малишев
  - Вадим Засєкін
  - Богдан Тарасюк
  - В'ячеслав Іонов
  - Олександр Василюк
  - Олег Ващишин
  - Микола Гуменюк
  - Ігор Кушнір
  - Олександр Перепелиця
  - Андрій Посполітак
  - Андрій Саксін
- 31 серпня 2014 — солдат Громовий Денис Володимирович
- 4 вересня 2014 — солдат Сергій Писарук.
- 12 вересня — старший лейтенант Олексій Кітновський

1 листопада Петро Порошенко повідомив, що вдалося досягти звільнення іще 25 бійців, котрі перебували в полоні у Сніжному — вояків 51-ї бригади, а також з військової частини 3056 Національної гвардії та 39-го батальйону територіальної оборони: обмін відбувся в форматі 25 на 25.
30 грудня внаслідок переговорів, котрі організувала миротворча місія УПЦ МП, було визволено з полону трьох людей, із 51-ї бригади — молодшого сержанта Юрія Потейчука (Волинь) та молодшого сержанта Святослава Савчука (Волинь).
1 лютого 2015 року з полону терористів вдалося визволити двох військовослужбовців з 51-ї механізованої бригади.
6 квітня загинув військовик 51-ї бригади Луць Дмитро Сергійович, місце та обставини не уточнені. 29 квітня 2015-го здійснено спецоперацію за сприяння СБУ, вдалося звільнити військовика 51 ОМБр Євгена Олейника — провів в полоні бойовиків понад 8 місяців.
9 вересня 2015 року з полону терористів звільнені командир гаубичного самохідно-артилерійського дивізіону, підполковник Сергій Фураєв та командир гармати гаубичного самохідно-артилерійського дивізіону, старший матрос Артем Комісарчук — перебували у заручниках з часу Іловайського котла. 18 вересня 2018 року в Луцьку перепохований Лавренчук Юрій Васильович — загинув під Іловайськом.